# Saint-Vincent-la-Châtre
Saint-Vincent-la-Châtre – miejscowość i gmina we Francji, w regionie Nowa Akwitania, w departamencie Deux-Sèvres.
Według danych na rok 1990 gminę zamieszkiwało 551 osób, a gęstość zaludnienia wynosiła 26 osób/km² (wśród 1467 gmin regionu Poitou-Charentes Saint-Vincent-la-Châtre plasuje się na 518. miejscu pod względem liczby ludności, natomiast pod względem powierzchni na miejscu 361.).